# Festival du Bleuet

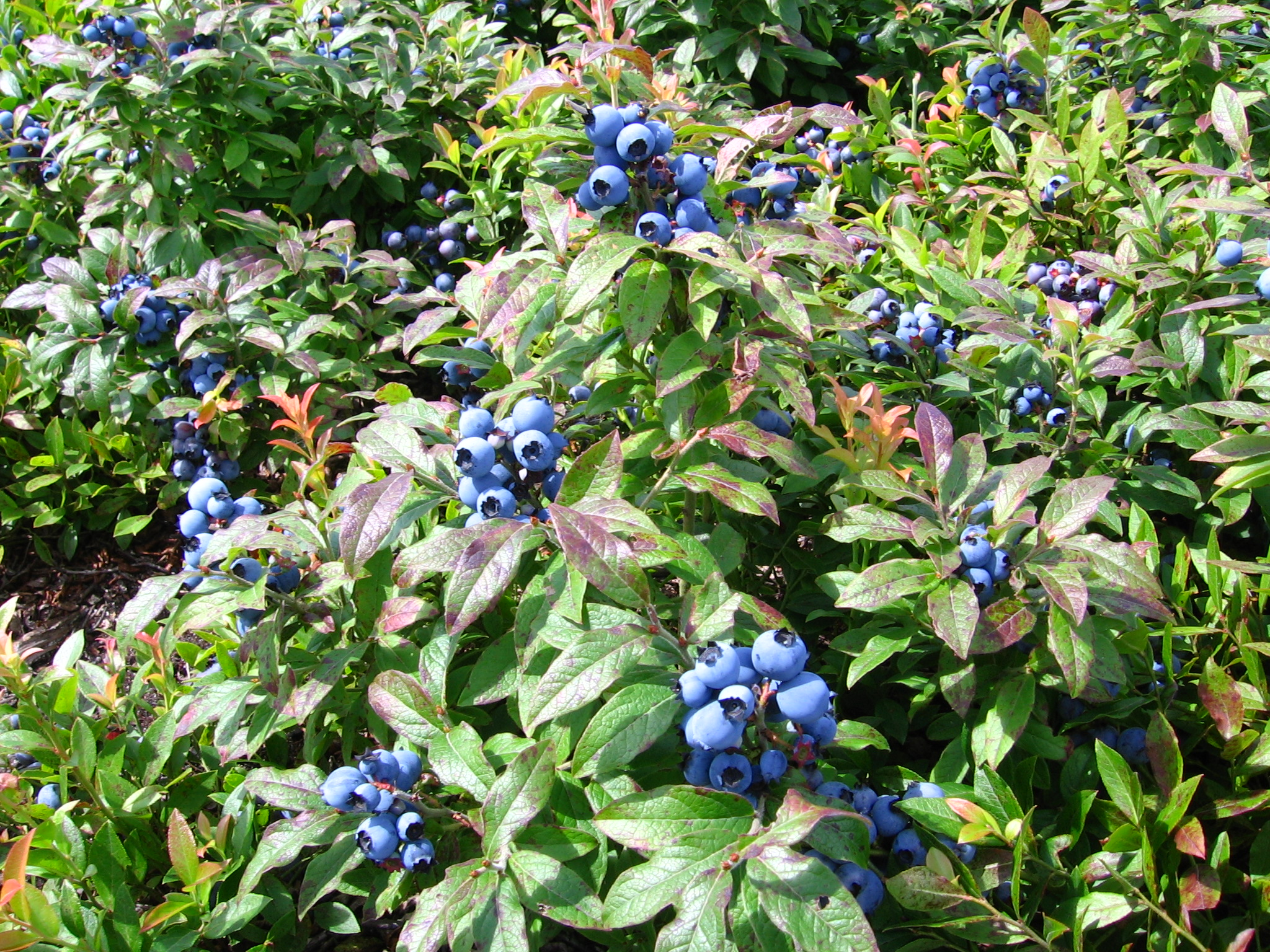
L'airelle à feuilles étroites : le bleuet

Le festival du Bleuet est un festival de Dolbeau-Mistassini consacré à l'airelle à feuilles étroites, espèce proche de la myrtille et appelée « bleuet » au Québec. Ce festival a lieu au mois d'août de chaque année, plusieurs activités sont offertes sur place dont des spectacles, dégustations, des artisans exposants et des activités pour enfants.

## Historique
Il fut créé en 1960, avant la fusion des anciennes villes de Dolbeau et de Mistassini, dans la ville qui se revendique comme « la capitale mondiale du bleuet » par le notaire et ex-maire de Mistassini, George Villeneuve. Son but était de mettre Mistassini sur la carte et de créer une fête régionale. À l’aide d’amis tels que François Fortin, Gaston Boily et Elzéar Savard, M. Villeneuve organise une première édition qui durera 3 jours. Cette édition prometteuse a été rendue possible grâce au travail de plusieurs bénévoles ainsi qu'avec la collaboration de la ville qui mis à disposition divers services.
Pour animer le public, François Fortin fit naître l’idée de la Fée des Bleuets et de ses lutins, du couronnement de la fée, divers concours tels celui du portageur de boîtes de bleuets, de la plus belle tarte aux bleuets, du mangeur de tarte, du grand défilé, etc. Même si certaines de ses activités n'existent plus aujourd'hui, certains aspects du festival semblent en être inspirés dont la mascotte du nom de Maître Bleuet qui ressemble à la version moderne de la Fée des Bleuets.
Au début, le festival avait lieu dans la cour de l'ancienne école primaire Saint-Michel qui fut convertie en salle de spectacle au début de l'année 2009. Maintenant, le festival est rendu dans un terrain plus grand, la cour de l'école primaire Notre-Dame-Des-Anges, et offre une multitude d'activités, des spectacles, des expositions d'artisans et une parade. Il est d'une durée de 5 jours, soit la première semaine du mois d'août, du mercredi au dimanche.

## Parade
L'habitude veut que le festival ferme ses portes en soirée après un défilé. Pendant la journée, la parade, organisée des jours en avance, est mise en place par les organisateurs ainsi que plusieurs commanditaires, exposants et personnes connues de Dolbeau-Mistassini et environs. Cette parade se déroule le dimanche en soirée, autour de 21h et marque ainsi la fin des festivités avec ses camions de pompiers, auto-patrouille de police ainsi qu'ambulance ouvrant la parade. Suivent les camions et automobiles des commanditaires principaux, suivis de près par les chars allégoriques, les commanditaires secondaires et les exposants divers. Des clowns, jongleurs, cracheurs de feux et échassiers sont sur place pour divertir la foule. Certains paradeurs lancent des bonbons aux enfants et des pamphlets commerciaux aux adultes. Des vendeurs de suçons et de ballons se promènent le long des trottoirs afin de vendre leurs gâteries aux enfants.

## Activités
Plusieurs activités sont offertes pour tous les types de gens:
- Des kiosques hébergeant des exposants et des vendeurs d'artisanats sont sur place.
- Des jeux gonflables et des activités pour enfants sont offerts sur place.
- Des spectacles d'artistes sont offerts sur une scène toute la journée et le soir venu des plus gros artistes comme Les Trois Accords se présentent sur la scène.
- Une dégustation de tarte au bleuet géante a lieu une fois chaque année et tout le monde est invité à prendre une pointe.
- Des arcades payantes sont offertes aux jeunes.
- Restaurants
- Bar
- Souper dans la rue
- Chasse au Trésor (Bleuet Trésor)
- Dégustations de produits de bleuets
- Concours

## La Mascotte
La mascotte du festival est appelée affectueusement Maître Bleuet. C'est une mascotte aux mains bleues, un peu dodu, avec une tête de bleuet. Elle est dotée de deux yeux et d'une bouche, ainsi que d'un nez à peine perceptible. Elle est habillée avec une salopette bleue, une chemise rouge, une couronnes de feuilles autour du cou et des chaussures.